# Michael Hüttler
Michael Hüttler (geboren 1966 in Tulln) ist ein österreichischer Theaterwissenschaftler, Autor und Leiter des Wiener Verlags Hollitzer.

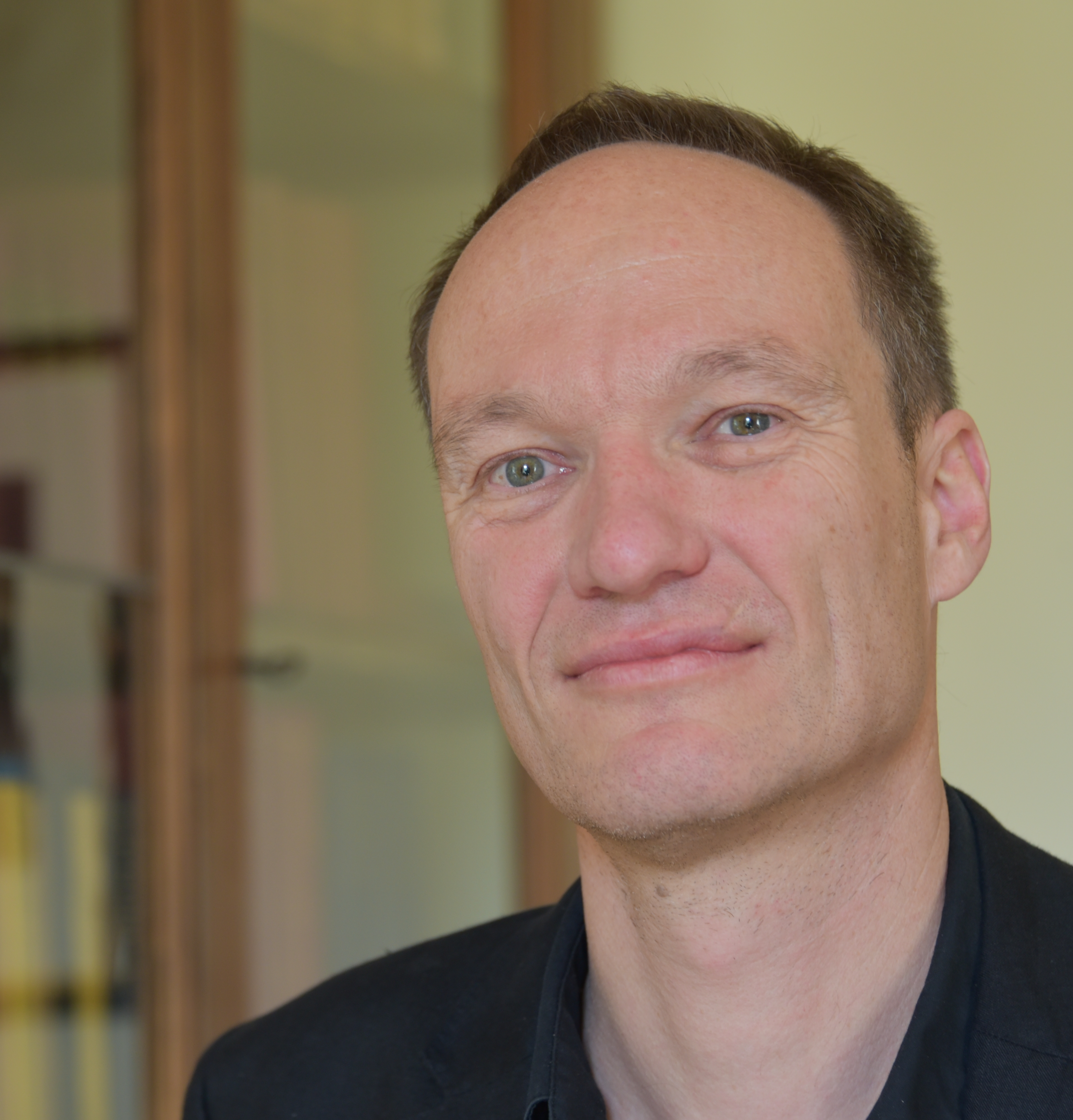
Michael Hüttler, 2015

## Leben
Hüttler arbeitete mehrere Jahre im Bankwesen und studierte dann Theaterwissenschaft sowie Publizistik- und Kommunikationswissenschaft an der Universität Wien. 2000 war er zu einem Forschungsaufenthalt an der Universität Yaoundé I. Von 2001 bis 2003 unterrichtete er an der Yeditepe Üniversitesi in Istanbul, danach war er bis 2010 als Lektor am Institut für Theater-, Film- und Medienwissenschaft an der Universität Wien beschäftigt. 2004 war er einer von sechs Regisseuren der 120. Aktion von Hermann Nitsch, 1998 Akteur bei der 100. Aktion (6-Tage-Spiel des Orgien Mysterien Theater) in Prinzendorf, 2005 bei der 122. Aktion im Wiener Burgtheater. Ab 2001 fungierte er als wissenschaftlicher Mitarbeiter im Wiener Da Ponte Institut und im Don Juan Archiv Wien, welches er von 2007 bis 2010 leitete. Seit 2011 leitet er den Hollitzer Verlag, einem Wissenschaftsverlag mit Fokus auf Musik- und Theaterwissenschaft sowie Kulturgeschichte.
Hüttlers Forschungsschwerpunkte sind das Theater im 18. Jahrhundert sowie der Kulturtransfer zwischen dem Osmanischen Reich und dem europäischen Theater. Er publizierte zu Mozart und Nitsch, zu Theater-Ethnologie und Theateranthropologie, Unternehmenstheater und experimentellem Theater in Österreich. Reihenherausgeber der wissenschaftlichen Buchreihen Ottomania (14 Bände bis 2024) und Specula Spectacula (17 Bände bis 2024). Er war Mitglied der Groupe international de recherches interdisciplinaires „Spectacle vivant et sciences de l’homme“.

## Schriften
Als Autor
- Unternehmenstheater – vom Theater der Unterdrückten zum Theater der Unternehmer? ibidem, Stuttgart 2005, ISBN 3-89821-508-3.
- THeMA – Open Access Research Journal for Theatre, Music, Arts, online unter: www.thema-journal.eu, 2012 ff (als Hauptautor)
- TheatermacherInnen türkischer Herkunft in Wien, online unter:

Als Herausgeber und Autor
- mit Susanne Schwinghammer und Monika Wagner: Aufbruch zu neuen Welten. Theatralität an der Jahrtausendwende. (= Schriften der Gesellschaft für TheaterEthnologie. Band 1). IKO-Verlag für Interkulturelle Kommunikation, Frankfurt am Main / London 2000, ISBN 3-88939-546-5. (Die Einleitung des Buches ist online verfügbar: Michael Hüttler: Für ein Theater der Kulturen.)
- mit Susanne Schwinghammer und Monika Wagner: Theater. Begegnung. Integration? IKO, Frankfurt 2003.
- Hermann Nitsch. Wiener Vorlesungen. Maske und Kothurn. Internationale Beiträge zur Theater-, Film- und Medienwissenschaft. Böhlau, Wien 2005, ISBN 3-205-77480-9.
- Lorenzo Da Ponte. (= Maske und Kothurn. Internationale Beiträge zur Theater-, Film- und Medienwissenschaft. 52. Jg., H4). Böhlau, Wien 2006, ISBN 3-205-77617-8.
- mit Ulf Birbaumer und Guido Di Palma: Corps Du Théâtre/Il Corpo Del Teatro. Organicité, contemporanéité, interculturalité/Organicità, contemporaneità, interculturalità. (= Specula Spectacula 1). Lehner/Hollitzer, Wien 2010, ISBN 978-3-901749-90-2.
- Matjaž Barbo: Frantisek Josef Benedikt Dusik. The Biography of an Eighteenth-Century Composer. Hollitzer, Wien 2011 (= Specula Spectacula 2), ISBN 978-3-99012-002-6.
- Matjaž Barbo, Thomas Hochradner (eds.): Music and its Referential Systems. Hollitzer, Wien 2012 (= Specula Spectacula 3), ISBN 978-3-99012-004-0.
- mit Hans Ernst Weidinger: Ottoman Empire and European Theatre I: The Age of Mozart and Selim III (1756–1808). Hollitzer, Wien 2013 (= Ottomania 1), ISBN 978-3-99012-065-1.
- mit Hans Ernst Weidinger: Bastien und Bastienne. Singspiel in einem Acte von Friedrich Wilhelm Weiskern und Johann Heinrich Friedrich Müller, neu bearbeitet von Hans-Peter Kellner. Hollitzer, Wien 2013. (Buch und DVD)
- Bent Holm: The Taming of the Turk. Ottomans on the Danish Stage 1596-1896. Hollitzer, Wien 2014 (= Ottomania 2), ISBN 978-3-99012-118-4.
- mit Hans Ernst Weidinger: Ottoman Empire and European Theatre II: The Time of Joseph Haydn. From Sultan Mahmud I to Mahmud II (r.1730–1839). Hollitzer, Wien 2014 (= Ottomania 3), ISBN 978-3-99012-068-2.
- Walter Puchner: Das Neugriechische Schattentheater Karagiozis. Hollitzer, Wien 2014 (= Ottomania 4), ISBN 978-3-99012-152-8.
- mit Hans Ernst Weidinger und Emily M.N. Kugler: Ottoman Empire and European Theatre III: Images of the Harem in Literature and Theatre Hollitzer, Wien 2015 (= Ottomania 5), ISBN 978-3-99012-071-2.
- Jana Perutková: Der glorreiche Nahmen Adami. Johann Adam Graf von Questenberg (1678-1752) als Förderer der italienischen Oper in Mähren. Hollitzer, Wien 2015 (= Specula Spectacula 4), ISBN 978-3-99012-199-3.
- mit Hans Ernst Weidinger: Ottoman Empire and European Theatre IV: Seraglios in Theatre, Music and Literature. Hollitzer, Wien 2016 (= Ottomania 6), ISBN 978-3-99012-189-4.
- Walter Puchner: Ausgewählte Studien zur Theaterwissenschaft Griechenlands und Südosteuropas. Hollitzer, Wien 2018 (= Ottomania 7), ISBN 978-3-99012-220-4.
- Iskrena Yordanova, Paologiovanni Maione (eds.): Serenata and Festa Teatrale in 18th Century Europe. Hollitzer, Wien 2018 (= Specula Spectacula 5). ISBN 978-3-99012-519-9.
- mit Ulf Birbaumer und Gabriele C. Pfeiffer: Theatermanifeste aus Österreich 1945-1975. Hollitzer, Wien 2023 (= Specula Spectacula 16). ISBN 978-3-99094-041-9.